# Tutur (plaats)
Tutur is een bestuurslaag in het regentschap Pasuruan van de provincie Oost-Java, Indonesië. Tutur telt 5265 inwoners (volkstelling 2010).